# (6973) Karajan
(6973) Karajan ist ein Asteroid des Hauptgürtels, der am 27. April 1992 von den japanischen Astronomen Seiji Ueda und Hiroshi Kaneda am Observatorium in Kushiro (Sternwarten-Code 399) entdeckt wurde.
Der Asteroid wurde am 26. September 2007 nach dem österreichischen Dirigenten Herbert von Karajan (1908–1989) benannt, der 35 Jahre lang Chefdirigent der Berliner Philharmoniker war.